# Cannock Wood
Cannock Wood est un village et une paroisse civile du Staffordshire, en Angleterre.